# El món a RAC1

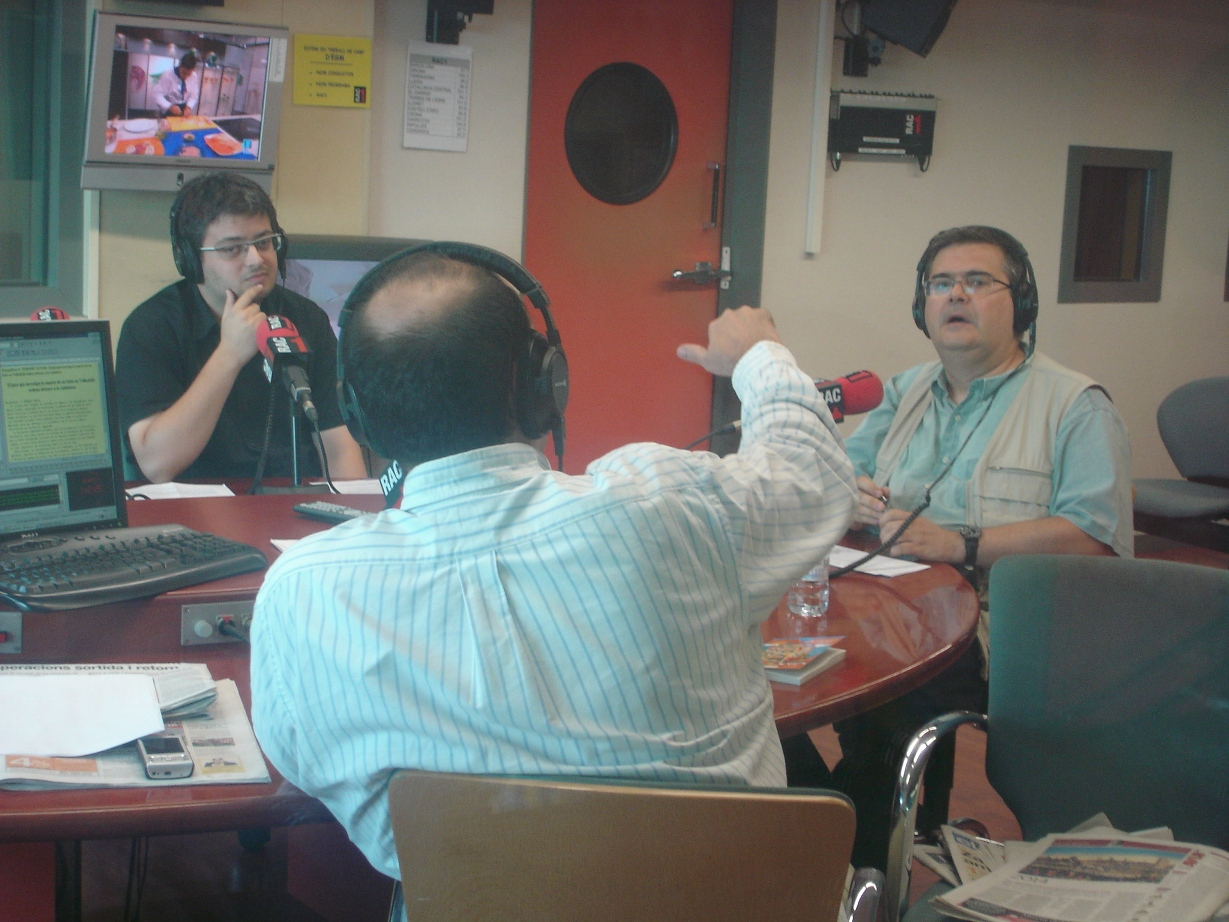
Jordi Basté amb David Broc (Crítica de cinema) i Sergi Pàmies (Crítica de televisió) a El món a RAC 1

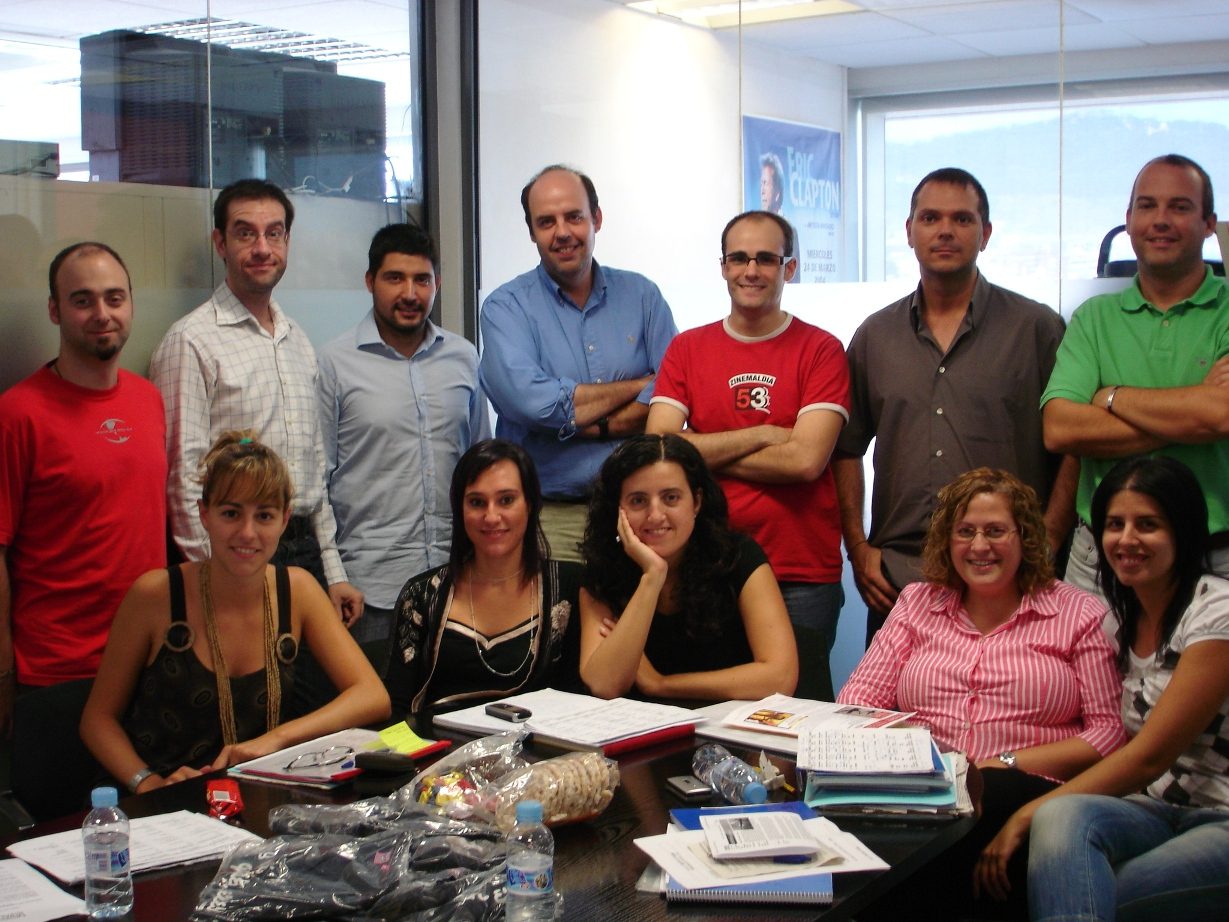
L'equip del programa el 2007

El món a RAC1 és el magazine matinal de l'emissora de ràdio catalana RAC 1. El programa, de sis hores de durada, s'emet de dilluns a divendres de 6 del matí a 12 del migdia. Substituint a Xavier Bosch, des del 3 de setembre del 2007 és presentat pel periodista Jordi Basté, sent el programa de ràdio més escoltat a Catalunya.

## Seccions
El programa consta de diverses parts i seccions: A les vuit en punt, Jordi Basté fa el seu davantal i, posteriorment, fins a les 8:30 durant els apunts imprescindibles s'expliquen les notícies més rellevants del dia. A partir de les 8:30 fins a les 10:15 hi ha el perquè de tot plegat, que és una tertúlia política on també hi pot haver alguna entrevista amb els protagonistes del moment. Alguns dels col·laboradors d'aquestes tertúlies són Antonio Baños, Pilar Rahola, Màrius Carol, Joan López Alegre, Gonzalo Bernardos, Pilar Carracelas, Ernest Folch, Jaume Barberà, Glòria Serra, Laura Fàbregas o Francesc Marc Alvaro.
Algunes de les altres seccions que hi ha són la tertúlia esportiva que es fa cada dilluns al voltant de les 10, el diàling amb David Solans on es mostren errors radiofònics en directe, l'ull de poll on Tian Riba o Pere Mas analitzen l'actitud de tots els tertulians durant el perquè de tot plegat, televisió i cinema amb Victor Amela i Dávid Broc, l'hora del rellano amb Nacho de Sanahuja, música amb Guille Milkyway i Arnau Tordera, internet i videojocs amb Jordi Sellas.
Durant la temporada d'estiu, i en dies festius intrasetmanals al llarg de la temporada regular, és presentat pel periodista Jofre Llombart o Jordi Armenteras en un horari reduït: de 7 del matí a 12 del migdia.

## Premis i reconeixements
- Guanyador dels premis ARC 2015 a millor mitjà de comunicació o programa musical[3]
- Premi Nacional de Radiodifusió 2010, guardó entregat per l'Acadèmia Espanyola de la Ràdio, com a millor programa de ràdio privada en català.[4]
- Premi Ondas 2022 al millor programa de ràdio[5]